# Amblyaspis furius
Amblyaspis furius är en stekelart som först beskrevs av Walker 1836.  Amblyaspis furius ingår i släktet Amblyaspis och familjen gallmyggesteklar. Inga underarter finns listade i Catalogue of Life.